# Formule du binôme de Newton
Pour les articles homonymes, voir Binôme.

Visualisation du développement du binôme de Newton.

La formule du binôme de Newton est une formule mathématique donnée par Isaac Newton pour trouver le développement d'une puissance entière quelconque d'un binôme. Elle est aussi appelée formule du binôme ou formule de Newton.

## Énoncé
Si x et y sont deux éléments d'un anneau (par exemple deux nombres réels ou complexes, deux polynômes, deux matrices carrées de même taille, etc.) qui commutent (c'est-à-dire tels que xy = yx — par exemple pour des matrices : y = la matrice identité) alors, pour tout entier naturel n, 
où les nombres 
{\displaystyle {n \choose k}={\frac {n!}{k!\,(n-k)!}}}
(parfois aussi notés Ck
n) sont les coefficients binomiaux, « ! » désignant la factorielle et x0 l'élément unité de l'anneau.
En remplaçant dans la formule y par –y, on obtient :
{\displaystyle (x-y)^{n}=\left(x+(-y)\right)^{n}=\sum _{k=0}^{n}{n \choose k}x^{n-k}(-y)^{k}}.
Exemples :
{\displaystyle {\begin{array}{lclcl}n=2,&(x+y)^{2}&=x^{2}+2xy+y^{2},&(x-y)^{2}&=x^{2}-2xy+y^{2},\\n=3,&(x+y)^{3}&=x^{3}+3x^{2}y+3xy^{2}+y^{3},&(x-y)^{3}&=x^{3}-3x^{2}y+3xy^{2}-y^{3},\\n=4,&(x+y)^{4}&=x^{4}+4x^{3}y+6x^{2}y^{2}+4xy^{3}+y^{4},&&\\n=7,&(x+y)^{7}&=x^{7}+7x^{6}y+21x^{5}y^{2}+35x^{4}y^{3}+35x^{3}y^{4}+21x^{2}y^{5}+7xy^{6}+y^{7}.&&\end{array}}}

## Démonstration
On peut démontrer la formule de l'énoncé par récurrence,.
Une preuve plus intuitive utilise le fait que le coefficient binomial {\displaystyle {n \choose k}} est le nombre de parties à k éléments dans un ensemble à n éléments. Quand on développe l'expression
{\displaystyle (x+y)^{n}=(x+y)(x+y)\cdots (x+y)\qquad (n{\text{ fois}})},
on obtient une somme de monômes de la forme xjyk où j et k représentent respectivement le nombre de fois qu'on a choisi x ou y en développant. On a forcément j = n – k, puisqu'à chaque fois qu'on ne choisit pas y, on choisit x. Enfin, comme il y a {\displaystyle {n \choose k}} manières différentes de choisir k fois la valeur y parmi les n expressions (x + y) multipliées ci-dessus, le monôme xn–kyk doit apparaître dans le développement avec le coefficient {\displaystyle {n \choose k}}.

## Généralisations
La démonstration par récurrence peut être calquée pour démontrer la formule de Leibniz pour la dérivée n-ième d'un produit.
La méthode combinatoire de sa variante permet de généraliser l'identité polynomiale
en
où les σk désignent les polynômes symétriques élémentaires.
Il est également possible de généraliser la formule à des sommes de m termes complexes élevées à une puissance entière n (voir l'article Formule du multinôme de Newton) :
{\displaystyle \left(\sum _{i=1}^{m}x_{i}\right)^{n}=\sum _{\left|{\vec {k}}\right|=n}{n \choose {\vec {k}}}\prod _{i=1}^{m}x_{i}^{k_{i}}}
et à des exposants non entiers (voir l'article Formule du binôme généralisée) ou entiers négatifs (voir l'article Formule du binôme négatif).
L’application de la formule à des anneaux de fonctions bien choisis (ou en calquant la démonstration par récurrence) permet d’en déduire la formule des différences finies d’ordre supérieur, ainsi que la formule de Taylor à deux variables. 
Enfin, les méthodes du calcul ombral permettent d’obtenir des formules analogues (où les exposants sont remplacés par des indices) pour certaines suites de polynômes, tels que les polynômes de Bernoulli.

## Dans la littérature
Le professeur Moriarty, ennemi du célèbre Sherlock Holmes, aurait publié un article sur le binôme de Newton.